# Bóly
Bóly (en alemán: Bohl; en croata: Boja) es una ciudad del condado de Baranya, Hungría. Actualmente húngara, la ciudad albergó históricamente a una gran población suaba del Danubio.

## Historia
Hasta el final de la Segunda Guerra Mundial, los habitantes de la ciudad eran suabos del Danubio, también conocidos localmente como Stifolder, porque sus antepasados llegaron en los siglos XVII y XVIII desde el distrito alemán de Fulda. La mayoría de los antiguos colonos alemanes fueron expulsados a la Alemania ocupada por los Aliados y a la Austria ocupada por los Aliados entre 1945 y 1948, en virtud del Acuerdo de Potsdam.
Hoy en día quedan pocos alemanes. La mayoría de la población actual son descendientes de húngaros del intercambio de población checoslovaco-húngaro. Ocuparon las casas de los antiguos habitantes suabos del Danubio.

## Demografía
En 2022, la población de la ciudad era 89,5% húngara, 16,6% alemana, 0,8% croata y 1,8% de origen no europeo. La población era 44,6% católica y 7,4% reformada.

## Ciudades hermanadas
Bóly está hermanada con:
- Semriach, Austria
- Heroldsberg, Alemania
- Cernat, Rumanía
- Neded, Eslovaquia

## Deportes
El equipo deportivo local se llama Bólyi SE.